# Pandemia de COVID-19 en Venezuela
La pandemia de COVID-19 en Venezuela se refiere al brote epidémico de COVID-19 en Wuhan extendido al nivel de pandemia que afectó a Venezuela a partir del 13 de marzo de 2020 con los primeros casos confirmados. La pandemia de COVID-19 trajo diferentes consecuencias en Venezuela, que afectaron al sector salud, económico, político y social del país, entre ellas se encuentra la cuarentena impuesta por el gobierno a partir del 16 de marzo de 2020 y alargada por varios meses, y a partir del 1 de junio de 2020 bajo complejos esquemas de flexibilización y restricciones en función del alza en la cifra de infectados. La respuesta del gobierno venezolano ante la pandemia ha sido catalogada por sus opositores como «un plan para obtener más poder y control social».
Durante el año 2020 se produjo la cooperación técnica en salud de la Organización Panamericana de la Salud (OPS) y la Organización Mundial de la Salud (OMS), cuyos avances se exponen en su informe anual, respecto a dicha cooperación, su representante Paolo Balladelli refirió que "en  el  marco  de  una  importante  polarización política  en  el  país,  la  OPS/OMS propició la  firma de un acuerdo el 1 de junio de 2020, entre el Ministerio del Poder Popular para la Salud (MPPS) y los asesores en salud de la Asamblea Nacional. Este  acuerdo  permitió  anudar  el  diálogo  político entre las partes con el propósito de implementar una respuesta de salud a la pandemia de COVID-19,  enfocada  en  proveer  medios  de  bioseguridad para  el  personal  de  salud,  materiales  médicos, quirúrgicos y medicamentos en los hospitales y en mejorar el acceso de la población a las pruebas de diagnóstico de COVID-19."
La administración del presidente Nicolás Maduro anunció que hasta el 24 de junio de 2021, se había confirmado 265 642 casos y 3023 fallecidos. El lugar más afectado por la epidemia es Distrito Capital, con 42 483 casos positivos para el 24 de junio de 2021. Hasta la fecha todas las entidades federales presentan casos positivos. Según data gubernamental para el 30 de marzo de 2021 se han reportado 3 179 034 pruebas rápidas y PCR de COVID-19 en total, lo que representa 105 968 pruebas por millón de habitantes.[cita requerida] Las medidas tomadas por Nicolás Maduro, fueron denominadas como un «ensayo de mayor control social, falsa estabilidad política en una economía profundamente deprimida».  Además, HRW y la Universidad Johns Hopkins dijeron «que las cifras, (…) son sumamente absurdas y no creíbles». La Alta Comisionada de las Naciones Unidas para los Derechos Humanos, Michelle Bachelet, ha criticado la «falta de transparencia» en la cifras proporcionadas.
Entre lo alusivo a los contagios, se detectó un caso que tenía síntomas desde el 29 de febrero. El 26 de marzo se dio a conocer el primer deceso por el COVID-19. A mitad de mayo de 2020, se evidencia un gran aumento de las cifras diarias de casos en Venezuela. Esta situación fue advertida en su momento por la Academia de Ciencias Físicas, Matemáticas y Naturales de Venezuela que publicó un artículo científico sobre los posibles escenarios del trayecto del COVID-19 para ese mes en el país, semanas después se radicalizó la cuarentena en 9 estados de Venezuela y el Distrito Capital, debido al elevado número de casos y focos de contagio en dichas entidades federales. En octubre de 2020, lotes de vacunas contra el coronavirus llegan de Rusia y China para ser experimentadas en Venezuela. Médicos Unidos de Venezuela alertó de que desconocía el protocolo para su aplicación.
Miembros del gobierno de Nicolás Maduro han dado positivo al COVID-19, entre ellos Diosdado Cabello, Darío Vivas, y los gobernadores Omar Prieto; Edwin Rojas; Julio León Heredia; Héctor Rodríguez Castro y Laidy Gómez.  n agosto de 2020, muere el jefe de Gobierno del Distrito Capital, Darío Vivas, debido al COVID-19, siendo el 1.er mandatario en perecer y luego los alcaldes José Gregorio Guevara y Franco Gerratana. Hasta el 31 de agosto de 2023, se contabiliza la cifra de 552 695 casos confirmados, 5 856 fallecidos y 546 537 recuperados del virus.

## Cronología
| Casos de COVID-19 en Venezuela Muertes Recuperaciones Casos activos 20202021marabrmayjunjulagosepoctnovdicenefebÚltimos 15 días | Casos de COVID-19 en Venezuela Muertes Recuperaciones Casos activos 20202021marabrmayjunjulagosepoctnovdicenefebÚltimos 15 días | Casos de COVID-19 en Venezuela Muertes Recuperaciones Casos activos 20202021marabrmayjunjulagosepoctnovdicenefebÚltimos 15 días | Casos de COVID-19 en Venezuela Muertes Recuperaciones Casos activos 20202021marabrmayjunjulagosepoctnovdicenefebÚltimos 15 días | Casos de COVID-19 en Venezuela Muertes Recuperaciones Casos activos 20202021marabrmayjunjulagosepoctnovdicenefebÚltimos 15 días |
| --- | --- | --- | --- | --- |
| Fecha | Fecha | | N.º de casos | N.º de muertes |
| 2020-03-13 | 2020-03-13 | | 2(—) | |
| 2020-03-14 | 2020-03-14 | | 10(+400%) | |
| 2020-03-15 | 2020-03-15 | | 17(+70%) | |
| 2020-03-16 | 2020-03-16 | | 33(+94%) | |
| 2020-03-17 | 2020-03-17 | | 36(+9,1%) | |
| 2020-03-18 | 2020-03-18 | | 36(=) | |
| 2020-03-19 | 2020-03-19 | | 42(+17%) | |
| 2020-03-20 | | | | |
| 2020-03-21 | 2020-03-21 | | 70(—) | |
| 2020-03-22 | 2020-03-22 | | 77(+10%) | |
| 2020-03-23 | 2020-03-23 | | 84(+9,1%) | |
| 2020-03-24 | 2020-03-24 | | 91(+8,3%) | |
| 2020-03-25 | 2020-03-25 | | 106(+16%) | |
| 2020-03-26 | 2020-03-26 | | 107(+0,94%) | 1(—) |
| 2020-03-27 | 2020-03-27 | | 113(+5,6%) | 2(+100%) |
| 2020-03-28 | 2020-03-28 | | 119(+5,3%) | 2(=) |
| 2020-03-29 | 2020-03-29 | | 129(+8,4%) | 3(+50%) |
| 2020-03-30 | 2020-03-30 | | 135(+4,7%) | 3(=) |
| 2020-03-31 | 2020-03-31 | | 143(+5,9%) | 3(=) |
| 2020-04-01 | 2020-04-01 | | 144(+0,7%) | 3(=) |
| 2020-04-02 | 2020-04-02 | | 146(+1,4%) | 5(+67%) |
| 2020-04-03 | 2020-04-03 | | 153(+4,8%) | 7(+40%) |
| 2020-04-04 | 2020-04-04 | | 155(+1,3%) | 7(=) |
| 2020-04-05 | 2020-04-05 | | 159(+2,6%) | 7(=) |
| 2020-04-06 | 2020-04-06 | | 165(+3,8%) | 7(=) |
| 2020-04-07 | 2020-04-07 | | 166(+0,61%) | 7(=) |
| 2020-04-08 | 2020-04-08 | | 167(+0,6%) | 9(+29%) |
| 2020-04-09 | 2020-04-09 | | 171(+2,4%) | 9(=) |
| 2020-04-10 | 2020-04-10 | | 175(+2,3%) | 9(=) |
| 2020-04-11 | 2020-04-11 | | 175(=) | 9(=) |
| 2020-04-12 | 2020-04-12 | | 181(+3,4%) | 9(=) |
| 2020-04-13 | 2020-04-13 | | 189(+4,4%) | 9(=) |
| 2020-04-14 | 2020-04-14 | | 193(+2,1%) | 9(=) |
| 2020-04-15 | 2020-04-15 | | 197(+2,1%) | 9(=) |
| 2020-04-16 | 2020-04-16 | | 204(+3,6%) | 9(=) |
| 2020-04-17 | 2020-04-17 | | 227(+11%) | 9(=) |
| 2020-04-18 | 2020-04-18 | | 227(=) | 9(=) |
| 2020-04-19 | 2020-04-19 | | 256(+13%) | 9(=) |
| 2020-04-20 | 2020-04-20 | | 285(+11%) | 10(+11%) |
| 2020-04-21 | 2020-04-21 | | 288(+1,1%) | 10(=) |
| 2020-04-22 | 2020-04-22 | | 298(+3,5%) | 10(=) |
| 2020-04-23 | 2020-04-23 | | 311(+4,4%) | 10(=) |
| 2020-04-24 | 2020-04-24 | | 318(+2,3%) | 10(=) |
| 2020-04-25 | 2020-04-25 | | 323(+1,6%) | 10(=) |
| 2020-04-26 | 2020-04-26 | | 325(+0,62%) | 10(=) |
| 2020-04-27 | 2020-04-27 | | 329(+1,2%) | 10(=) |
| 2020-04-28 | 2020-04-28 | | 329(=) | 10(=) |
| 2020-04-29 | 2020-04-29 | | 331(+0,61%) | 10(=) |
| 2020-04-30 | 2020-04-30 | | 333(+0,6%) | 10(=) |
| 2020-05-01 | 2020-05-01 | | 335(+0,6%) | 10(=) |
| 2020-05-02 | 2020-05-02 | | 345(+3%) | 10(=) |
| 2020-05-03 | 2020-05-03 | | 357(+3,5%) | 10(=) |
| 2020-05-04 | 2020-05-04 | | 361(+1,1%) | 10(=) |
| 2020-05-05 | 2020-05-05 | | 367(+1,7%) | 10(=) |
| 2020-05-06 | 2020-05-06 | | 379(+3,3%) | 10(=) |
| 2020-05-07 | 2020-05-07 | | 381(+0,53%) | 10(=) |
| 2020-05-08 | 2020-05-08 | | 388(+1,8%) | 10(=) |
| 2020-05-09 | 2020-05-09 | | 402(+3,6%) | 10(=) |
| 2020-05-10 | 2020-05-10 | | 414(+3%) | 10(=) |
| 2020-05-11 | 2020-05-11 | | 422(+1,9%) | 10(=) |
| 2020-05-12 | 2020-05-12 | | 423(+0,24%) | 10(=) |
| 2020-05-13 | 2020-05-13 | | 440(+4%) | 10(=) |
| 2020-05-14 | 2020-05-14 | | 455(+3,4%) | 10(=) |
| 2020-05-15 | 2020-05-15 | | 459(+0,88%) | 10(=) |
| 2020-05-16 | 2020-05-16 | | 504(+9,8%) | 10(=) |
| 2020-05-17 | 2020-05-17 | | 541(+7,3%) | 10(=) |
| 2020-05-18 | 2020-05-18 | | 618(+14%) | 10(=) |
| 2020-05-19 | 2020-05-19 | | 749(+21%) | 10(=) |
| 2020-05-20 | 2020-05-20 | | 824(+10%) | 10(=) |
| 2020-05-21 | 2020-05-21 | | 882(+7%) | 10(=) |
| 2020-05-22 | 2020-05-22 | | 944(+7%) | 10(=) |
| 2020-05-23 | 2020-05-23 | | 1010(+7%) | 10(=) |
| 2020-05-24 | 2020-05-24 | | 1121(+11%) | 10(=) |
| 2020-05-25 | 2020-05-25 | | 1177(+5%) | 10(=) |
| 2020-05-26 | 2020-05-26 | | 1211(+2,9%) | 11(+10%) |
| 2020-05-27 | 2020-05-27 | | 1245(+2,8%) | 11(=) |
| 2020-05-28 | 2020-05-28 | | 1327(+6,6%) | 11(=) |
| 2020-05-29 | 2020-05-29 | | 1370(+3,2%) | 14(+27%) |
| 2020-05-30 | 2020-05-30 | | 1459(+6,5%) | 14(=) |
| 2020-05-31 | 2020-05-31 | | 1510(+3,5%) | 14(=) |
| 2020-06-01 | 2020-06-01 | | 1662(+10%) | 17(+21%) |
| 2020-06-02 | 2020-06-02 | | 1819(+9,4%) | 18(+5,9%) |
| 2020-06-03 | 2020-06-03 | | 1952(+7,3%) | 20(+11%) |
| 2020-06-04 | 2020-06-04 | | 2087(+6,9%) | 20(=) |
| 2020-06-05 | 2020-06-05 | | 2145(+2,8%) | 20(=) |
| 2020-06-06 | 2020-06-06 | | 2316(+8%) | 22(+10%) |
| 2020-06-07 | 2020-06-07 | | 2377(+2,6%) | 22(=) |
| 2020-06-08 | 2020-06-08 | | 2473(+4%) | 22(=) |
| 2020-06-09 | 2020-06-09 | | 2632(+6,4%) | 23(+4,5%) |
| 2020-06-10 | 2020-06-10 | | 2738(+4%) | 23(=) |
| 2020-06-11 | 2020-06-11 | | 2814(+2,8%) | 23(=) |
| 2020-06-12 | 2020-06-12 | | 2879(+2,3%) | 23(=) |
| 2020-06-13 | 2020-06-13 | | 2904(+0,87%) | 24(+4,3%) |
| 2020-06-14 | 2020-06-14 | | 2978(+2,5%) | 25(+4,2%) |
| 2020-06-15 | 2020-06-15 | | 3062(+2,8%) | 26(+4%) |
| 2020-06-16 | 2020-06-16 | | 3150(+2,9%) | 27(+3,8%) |
| 2020-06-17 | 2020-06-17 | | 3386(+7,5%) | 28(+3,7%) |
| 2020-06-18 | 2020-06-18 | | 3483(+2,9%) | 28(=) |
| 2020-06-19 | 2020-06-19 | | 3591(+3,1%) | 30(+7,1%) |
| 2020-06-20 | 2020-06-20 | | 3789(+5,5%) | 33(+10%) |
| 2020-06-21 | 2020-06-21 | | 3918(+3,4%) | 33(=) |
| 2020-06-22 | 2020-06-22 | | 4048(+3,3%) | 35(+6,1%) |
| 2020-06-23 | 2020-06-23 | | 4186(+3,4%) | 35(=) |
| 2020-06-24 | 2020-06-24 | | 4365(+4,3%) | 38(+8,6%) |
| 2020-06-25 | 2020-06-25 | | 4563(+4,5%) | 39(+2,6%) |
| 2020-06-26 | 2020-06-26 | | 4779(+4,7%) | 41(+5,1%) |
| 2020-06-27 | 2020-06-27 | | 5130(+7,3%) | 42(+2,4%) |
| 2020-06-28 | 2020-06-28 | | 5297(+3,3%) | 44(+4,8%) |
| 2020-06-29 | 2020-06-29 | | 5530(+4,4%) | 48(+9,1%) |
| 2020-06-30 | 2020-06-30 | | 5832(+5,5%) | 51(+6,2%) |
| 2020-07-01 | 2020-07-01 | | 6062(+3,9%) | 54(+5,9%) |
| 2020-07-02 | 2020-07-02 | | 6273(+3,5%) | 57(+5,6%) |
| 2020-07-03 | 2020-07-03 | | 6537(+4,2%) | 59(+3,5%) |
| 2020-07-04 | 2020-07-04 | | 6750(+3,3%) | 62(+5,1%) |
| 2020-07-05 | 2020-07-05 | | 7169(+6,2%) | 64(+3,2%) |
| 2020-07-06 | 2020-07-06 | | 7411(+3,4%) | 68(+6,2%) |
| 2020-07-07 | 2020-07-07 | | 7693(+3,8%) | 71(+4,4%) |
| 2020-07-08 | 2020-07-08 | | 8010(+4,1%) | 75(+5,6%) |
| 2020-07-09 | 2020-07-09 | | 8372(+4,5%) | 80(+6,7%) |
| 2020-07-10 | 2020-07-10 | | 8803(+5,1%) | 83(+3,8%) |
| 2020-07-11 | 2020-07-11 | | 9178(+4,3%) | 85(+2,4%) |
| 2020-07-12 | 2020-07-12 | | 9465(+3,1%) | 89(+4,7%) |
| 2020-07-13 | 2020-07-13 | | 9707(+2,6%) | 93(+4,5%) |
| 2020-07-14 | 2020-07-14 | | 10 010(+3,1%) | 96(+3,2%) |
| 2020-07-15 | 2020-07-15 | | 10 428(+4,2%) | 100(+4,2%) |
| 2020-07-16 | 2020-07-16 | | 10 854(+4,1%) | 104(+4%) |
| 2020-07-17 | 2020-07-17 | | 11 191(+3,1%) | 107(+2,9%) |
| 2020-07-18 | 2020-07-18 | | 11 483(+2,6%) | 110(+2,8%) |
| 2020-07-19 | 2020-07-19 | | 11 891(+3,6%) | 112(+1,8%) |
| 2020-07-20 | 2020-07-20 | | 12 334(+3,7%) | 116(+3,6%) |
| 2020-07-21 | 2020-07-21 | | 12 774(+3,6%) | 120(+3,4%) |
| 2020-07-22 | 2020-07-22 | | 13 164(+3,1%) | 124(+3,3%) |
| 2020-07-23 | 2020-07-23 | | 13 613(+3,4%) | 129(+4%) |
| 2020-07-24 | 2020-07-24 | | 14 263(+4,8%) | 134(+3,9%) |
| 2020-07-25 | 2020-07-25 | | 14 929(+4,7%) | 138(+3%) |
| 2020-07-26 | 2020-07-26 | | 15 463(+3,6%) | 142(+2,9%) |
| 2020-07-27 | 2020-07-27 | | 15 988(+3,4%) | 146(+2,8%) |
| 2020-07-28 | 2020-07-28 | | 16 571(+3,6%) | 151(+3,4%) |
| 2020-07-29 | 2020-07-29 | | 17 158(+3,5%) | 156(+3,3%) |
| 2020-07-30 | 2020-07-30 | | 17 860(+4,1%) | 158(+1,3%) |
| 2020-07-31 | 2020-07-31 | | 18 574(+4%) | 164(+3,8%) |
| 2020-08-01 | 2020-08-01 | | 19 443(+4,7%) | 169(+3%) |
| 2020-08-02 | 2020-08-02 | | 20 206(+3,9%) | 174(+3%) |
| 2020-08-03 | 2020-08-03 | | 20 754(+2,7%) | 180(+3,4%) |
| 2020-08-04 | 2020-08-04 | | 21 438(+3,3%) | 187(+3,9%) |
| 2020-08-05 | 2020-08-05 | | 22 299(+4%) | 195(+4,3%) |
| 2020-08-06 | 2020-08-06 | | 23 280(+4,4%) | 202(+3,6%) |
| 2020-08-07 | 2020-08-07 | | 24 166(+3,8%) | 208(+3%) |
| 2020-08-08 | 2020-08-08 | | 24 961(+3,3%) | 215(+3,4%) |
| 2020-08-09 | 2020-08-09 | | 25 805(+3,4%) | 223(+3,7%) |
| 2020-08-10 | 2020-08-10 | | 26 800(+3,9%) | 229(+2,7%) |
| 2020-08-11 | 2020-08-11 | | 27 938(+4,2%) | 238(+3,9%) |
| 2020-08-12 | 2020-08-12 | | 29 088(+4,1%) | 247(+3,8%) |
| 2020-08-13 | 2020-08-13 | | 30 369(+4,4%) | 259(+4,9%) |
| 2020-08-14 | 2020-08-14 | | 31 381(+3,3%) | 266(+2,7%) |
| 2020-08-15 | 2020-08-15 | | 32 607(+3,9%) | 276(+3,8%) |
| 2020-08-16 | 2020-08-16 | | 33 755(+3,5%) | 281(+1,8%) |
| 2020-08-17 | 2020-08-17 | | 34 802(+3,1%) | 288(+2,5%) |
| 2020-08-18 | 2020-08-18 | | 35 697(+2,6%) | 297(+3,1%) |
| 2020-08-19 | 2020-08-19 | | 36 868(+3,3%) | 303(+2%) |
| 2020-08-20 | 2020-08-20 | | 37 567(+1,9%) | 311(+2,6%) |
| 2020-08-21 | 2020-08-21 | | 38 188(+1,7%) | 317(+1,9%) |
| 2020-08-22 | 2020-08-22 | | 38 957(+2%) | 323(+1,9%) |
| 2020-08-23 | 2020-08-23 | | 39 564(+1,6%) | 329(+1,9%) |
| 2020-08-24 | 2020-08-24 | | 40 338(+2%) | 337(+2,4%) |
| 2020-08-25 | 2020-08-25 | | 41 158(+2%) | 343(+1,8%) |
| 2020-08-26 | 2020-08-26 | | 41 965(+2%) | 351(+2,3%) |
| 2020-08-27 | 2020-08-27 | | 42 898(+2,2%) | 358(+2%) |
| 2020-08-28 | 2020-08-28 | | 43 879(+2,3%) | 366(+2,2%) |
| 2020-08-29 | 2020-08-29 | | 44 946(+2,4%) | 375(+2,5%) |
| 2020-08-30 | 2020-08-30 | | 45 868(+2,1%) | 381(+1,6%) |
| 2020-08-31 | 2020-08-31 | | 46 728(+1,9%) | 386(+1,3%) |
| 2020-09-01 | 2020-09-01 | | 47 756(+2,2%) | 391(+1,3%) |
| 2020-09-02 | 2020-09-02 | | 48 883(+2,4%) | 398(+1,8%) |
| 2020-09-03 | 2020-09-03 | | 49 877(+2%) | 402(+1%) |
| 2020-09-04 | 2020-09-04 | | 50 973(+2,2%) | 412(+2,5%) |
| 2020-09-05 | 2020-09-05 | | 52 165(+2,3%) | 420(+1,9%) |
| 2020-09-06 | 2020-09-06 | | 53 289(+2,2%) | 428(+1,9%) |
| 2020-09-07 | 2020-09-07 | | 54 350(+2%) | 436(+1,9%) |
| 2020-09-08 | 2020-09-08 | | 55 563(+2,2%) | 444(+1,8%) |
| 2020-09-09 | 2020-09-09 | | 56 751(+2,1%) | 452(+1,8%) |
| 2020-09-10 | 2020-09-10 | | 57 823(+1,9%) | 460(+1,8%) |
| 2020-09-11 | 2020-09-11 | | 58 663(+1,5%) | 468(+1,7%) |
| 2020-09-12 | 2020-09-12 | | 59 630(+1,6%) | 477(+1,9%) |
| 2020-09-13 | 2020-09-13 | | 60 540(+1,5%) | 485(+1,7%) |
| 2020-09-14 | 2020-09-14 | | 61 569(+1,7%) | 494(+1,9%) |
| 2020-09-15 | 2020-09-15 | | 62 655(+1,8%) | 502(+1,6%) |
| 2020-09-16 | 2020-09-16 | | 63 416(+1,2%) | 511(+1,8%) |
| 2020-09-17 | 2020-09-17 | | 64 284(+1,4%) | 520(+1,8%) |
| 2020-09-18 | 2020-09-18 | | 65 154(+1,4%) | 530(+1,9%) |
| 2020-09-19 | 2020-09-19 | | 65 946(+1,2%) | 539(+1,7%) |
| 2020-09-20 | 2020-09-20 | | 66 656(+1,1%) | 547(+1,5%) |
| 2020-09-21 | 2020-09-21 | | 67 443(+1,2%) | 555(+1,5%) |
| 2020-09-22 | 2020-09-22 | | 68 453(+1,5%) | 564(+1,6%) |
| 2020-09-23 | 2020-09-23 | | 69 439(+1,4%) | 574(+1,8%) |
| 2020-09-24 | 2020-09-24 | | 70 406(+1,4%) | 581(+1,2%) |
| 2020-09-25 | 2020-09-25 | | 71 273(+1,2%) | 591(+1,7%) |
| 2020-09-26 | 2020-09-26 | | 71 940(+0,94%) | 600(+1,5%) |
| 2020-09-27 | 2020-09-27 | | 72 691(+1%) | 606(+1%) |
| 2020-09-28 | 2020-09-28 | | 73 528(+1,2%) | 614(+1,3%) |
| 2020-09-29 | 2020-09-29 | | 74 363(+1,1%) | 621(+1,1%) |
| 2020-09-30 | 2020-09-30 | | 75 122(+1%) | 628(+1,1%) |
| 2020-10-01 | 2020-10-01 | | 76 029(+1,2%) | 635(+1,1%) |
| 2020-10-02 | 2020-10-02 | | 76 820(+1%) | 643(+1,3%) |
| 2020-10-03 | 2020-10-03 | | 77 646(+1,1%) | 649(+0,93%) |
| 2020-10-04 | 2020-10-04 | | 78 434(+1%) | 653(+0,62%) |
| 2020-10-05 | 2020-10-05 | | 79 117(+0,87%) | 658(+0,77%) |
| 2020-10-06 | 2020-10-06 | | 79 796(+0,86%) | 665(+1,1%) |
| 2020-10-07 | 2020-10-07 | | 80 404(+0,76%) | 671(+0,9%) |
| 2020-10-08 | 2020-10-08 | | 81 019(+0,76%) | 678(+1%) |
| 2020-10-09 | 2020-10-09 | | 81 696(+0,84%) | 684(+0,88%) |
| 2020-10-10 | 2020-10-10 | | 82 453(+0,93%) | 691(+1%) |
| 2020-10-11 | 2020-10-11 | | 83 137(+0,83%) | 697(+0,87%) |
| 2020-10-12 | 2020-10-12 | | 83 756(+0,74%) | 704(+1%) |
| 2020-10-13 | 2020-10-13 | | 84 391(+0,76%) | 710(+0,85%) |
| 2020-10-14 | 2020-10-14 | | 85 005(+0,73%) | 714(+0,56%) |
| 2020-10-15 | 2020-10-15 | | 85 469(+0,55%) | 720(+0,84%) |
| 2020-10-16 | 2020-10-16 | | 85 758(+0,34%) | 725(+0,69%) |
| 2020-10-17 | 2020-10-17 | | 86 289(+0,62%) | 731(+0,83%) |
| 2020-10-18 | 2020-10-18 | | 86 636(+0,4%) | 736(+0,68%) |
| 2020-10-19 | 2020-10-19 | | 87 161(+0,61%) | 741(+0,68%) |
| 2020-10-20 | 2020-10-20 | | 87 644(+0,55%) | 747(+0,81%) |
| 2020-10-21 | 2020-10-21 | | 88 035(+0,45%) | 753(+0,8%) |
| 2020-10-22 | 2020-10-22 | | 88 416(+0,43%) | 759(+0,8%) |
| 2020-10-23 | | | | |
| 2020-10-24 | 2020-10-24 | | 89 142(—) | 770(—) |
| 2020-10-25 | 2020-10-25 | | 89 565(+0,47%) | 773(+0,39%) |
| 2020-10-26 | 2020-10-26 | | 90 047(+0,54%) | 777(+0,52%) |
| 2020-10-27 | 2020-10-27 | | 90 400(+0,39%) | 780(+0,39%) |
| 2020-10-28 | 2020-10-28 | | 90 876(+0,53%) | 784(+0,51%) |
| 2020-10-29 | 2020-10-29 | | 91 280(+0,44%) | 789(+0,64%) |
| 2020-10-30 | 2020-10-30 | | 91 589(+0,34%) | 793(+0,51%) |
| 2020-10-31 | 2020-10-31 | | 92 013(+0,46%) | 798(+0,63%) |
| 2020-11-01 | 2020-11-01 | | 92 325(+0,34%) | 801(+0,38%) |
| 2020-11-02 | 2020-11-02 | | 92 705(+0,41%) | 805(+0,5%) |
| 2020-11-03 | 2020-11-03 | | 93 100(+0,43%) | 810(+0,62%) |
| 2020-11-04 | 2020-11-04 | | 93 480(+0,41%) | 814(+0,49%) |
| 2020-11-05 | 2020-11-05 | | 93 921(+0,47%) | 819(+0,61%) |
| 2020-11-06 | 2020-11-06 | | 94 305(+0,41%) | 821(+0,24%) |
| 2020-11-07 | 2020-11-07 | | 94 698(+0,42%) | 824(+0,37%) |
| 2020-11-08 | 2020-11-08 | | 94 883(+0,2%) | 826(+0,24%) |
| 2020-11-09 | 2020-11-09 | | 95 149(+0,28%) | 830(+0,48%) |
| 2020-11-10 | 2020-11-10 | | 95 445(+0,31%) | 834(+0,48%) |
| 2020-11-11 | 2020-11-11 | | 95 750(+0,32%) | 838(+0,48%) |
| 2020-11-12 | 2020-11-12 | | 96 140(+0,41%) | 841(+0,36%) |
| 2020-11-13 | 2020-11-13 | | 96 441(+0,31%) | 844(+0,36%) |
| 2020-11-14 | 2020-11-14 | | 96 933(+0,51%) | 848(+0,47%) |
| 2020-11-15 | 2020-11-15 | | 97 352(+0,43%) | 851(+0,35%) |
| 2020-11-16 | 2020-11-16 | | 97 739(+0,4%) | 855(+0,47%) |
| 2020-11-17 | 2020-11-17 | | 98 050(+0,32%) | 858(+0,35%) |
| 2020-11-18 | 2020-11-18 | | 98 350(+0,31%) | 860(+0,23%) |
| 2020-11-19 | 2020-11-19 | | 98 665(+0,32%) | 863(+0,35%) |
| 2020-11-20 | 2020-11-20 | | 99 017(+0,36%) | 866(+0,35%) |
| 2020-11-21 | 2020-11-21 | | 99 435(+0,42%) | 869(+0,35%) |
| 2020-11-22 | 2020-11-22 | | 99 835(+0,4%) | 871(+0,23%) |
| 2020-11-23 | 2020-11-23 | | 100 143(+0,31%) | 873(+0,23%) |
| 2020-11-24 | 2020-11-24 | | 100 498(+0,35%) | 876(+0,34%) |
| 2020-11-25 | 2020-11-25 | | 100 817(+0,32%) | 880(+0,46%) |
| 2020-11-26 | 2020-11-26 | | 101 215(+0,39%) | 884(+0,45%) |
| 2020-11-27 | 2020-11-27 | | 101 524(+0,31%) | 888(+0,45%) |
| 2020-11-28 | 2020-11-28 | | 101 760(+0,23%) | 892(+0,45%) |
| 2020-11-29 | 2020-11-29 | | 102 040(+0,28%) | 894(+0,22%) |
| 2020-11-30 | 2020-11-30 | | 102 394(+0,35%) | 897(+0,34%) |
| 2020-12-01 | 2020-12-01 | | 102 621(+0,22%) | 901(+0,45%) |
| 2020-12-02 | 2020-12-02 | | 103 067(+0,43%) | 905(+0,44%) |
| 2020-12-03 | 2020-12-03 | | 103 548(+0,47%) | 909(+0,44%) |
| 2020-12-04 | 2020-12-04 | | 103 877(+0,32%) | 913(+0,44%) |
| 2020-12-05 | 2020-12-05 | | 104 177(+0,29%) | 916(+0,33%) |
| 2020-12-06 | 2020-12-06 | | 104 442(+0,25%) | 919(+0,33%) |
| 2020-12-07 | 2020-12-07 | | 104 904(+0,44%) | 924(+0,54%) |
| 2020-12-08 | 2020-12-08 | | 105 384(+0,46%) | 928(+0,43%) |
| 2020-12-09 | 2020-12-09 | | 105 852(+0,44%) | 933(+0,54%) |
| 2020-12-10 | 2020-12-10 | | 106 280(+0,4%) | 938(+0,54%) |
| 2020-12-11 | 2020-12-11 | | 106 715(+0,41%) | 944(+0,64%) |
| 2020-12-12 | 2020-12-12 | | 107 177(+0,43%) | 949(+0,53%) |
| 2020-12-13 | 2020-12-13 | | 107 786(+0,57%) | 954(+0,53%) |
| 2020-12-14 | 2020-12-14 | | 108 125(+0,31%) | 960(+0,63%) |
| 2020-12-15 | 2020-12-15 | | 108 480(+0,33%) | 965(+0,52%) |
| 2020-12-16 | 2020-12-16 | | 108 717(+0,22%) | 970(+0,52%) |
| 2020-12-17 | 2020-12-17 | | 109 081(+0,33%) | 975(+0,52%) |
| 2020-12-18 | 2020-12-18 | | 109 385(+0,28%) | 979(+0,41%) |
| 2020-12-19 | 2020-12-19 | | 109 781(+0,36%) | 984(+0,51%) |
| 2020-12-20 | 2020-12-20 | | 110 075(+0,27%) | 988(+0,41%) |
| 2020-12-21 | 2020-12-21 | | 110 513(+0,4%) | 993(+0,51%) |
| 2020-12-22 | 2020-12-22 | | 110 828(+0,29%) | 997(+0,4%) |
| 2020-12-23 | | | | |
| 2020-12-24 | 2020-12-24 | | 111 245(—) | 1006(—) |
| 2020-12-25 | 2020-12-25 | | 111 603(+0,32%) | 1010(+0,4%) |
| 2020-12-26 | 2020-12-26 | | 111 951(+0,31%) | 1013(+0,3%) |
| 2020-12-27 | 2020-12-27 | | 112 316(+0,33%) | 1014(+0,1%) |
| 2020-12-28 | 2020-12-28 | | 112 636(+0,28%) | 1018(+0,39%) |
| 2020-12-29 | 2020-12-29 | | 112 861(+0,2%) | 1021(+0,29%) |
| 2020-12-30 | 2020-12-30 | | 113 121(+0,23%) | 1025(+0,39%) |
| 2020-12-31 | 2020-12-31 | | 113 562(+0,39%) | 1028(+0,29%) |
| 2021-01-01 | 2021-01-01 | | 113 884(+0,28%) | 1030(+0,19%) |
| 2021-01-02 | 2021-01-02 | | 114 083(+0,17%) | 1032(+0,19%) |
| 2021-01-03 | 2021-01-03 | | 114 230(+0,13%) | 1034(+0,19%) |
| 2021-01-04 | 2021-01-04 | | 114 407(+0,15%) | 1038(+0,39%) |
| 2021-01-05 | 2021-01-05 | | 114 662(+0,22%) | 1042(+0,39%) |
| 2021-01-06 | 2021-01-06 | | 114 908(+0,21%) | 1047(+0,48%) |
| 2021-01-07 | 2021-01-07 | | 115 322(+0,36%) | 1052(+0,48%) |
| 2021-01-08 | 2021-01-08 | | 115 667(+0,3%) | 1056(+0,38%) |
| 2021-01-09 | 2021-01-09 | | 116 172(+0,44%) | 1061(+0,47%) |
| 2021-01-10 | 2021-01-10 | | 116 610(+0,38%) | 1067(+0,57%) |
| 2021-01-11 | 2021-01-11 | | 116 983(+0,32%) | 1073(+0,56%) |
| 2021-01-12 | 2021-01-12 | | 117 299(+0,27%) | 1078(+0,47%) |
| 2021-01-13 | 2021-01-13 | | 117 811(+0,44%) | 1084(+0,56%) |
| 2021-01-14 | 2021-01-14 | | 118 415(+0,51%) | 1090(+0,55%) |
| 2021-01-15 | 2021-01-15 | | 118 856(+0,37%) | 1095(+0,46%) |
| 2021-01-16 | 2021-01-16 | | 119 306(+0,38%) | 1101(+0,55%) |
| 2021-01-17 | 2021-01-17 | | 119 803(+0,42%) | 1106(+0,45%) |
| 2021-01-18 | 2021-01-18 | | 120 444(+0,54%) | 1112(+0,54%) |
| 2021-01-19 | 2021-01-19 | | 121 117(+0,56%) | 1116(+0,36%) |
| 2021-01-20 | 2021-01-20 | | 121 691(+0,47%) | 1122(+0,54%) |
| 2021-01-21 | 2021-01-21 | | 122 260(+0,47%) | 1129(+0,62%) |
| 2021-01-22 | 2021-01-22 | | 122 795(+0,44%) | 1136(+0,62%) |
| 2021-01-23 | 2021-01-23 | | 123 245(+0,37%) | 1142(+0,53%) |
| 2021-01-24 | 2021-01-24 | | 123 709(+0,38%) | 1148(+0,53%) |
| 2021-01-25 | 2021-01-25 | | 124 112(+0,33%) | 1154(+0,52%) |
| 2021-01-26 | 2021-01-26 | | 124 525(+0,33%) | 1159(+0,43%) |
| 2021-01-27 | 2021-01-27 | | 124 958(+0,35%) | 1165(+0,52%) |
| 2021-01-28 | 2021-01-28 | | 125 364(+0,32%) | 1171(+0,52%) |
| 2021-01-29 | 2021-01-29 | | 125 776(+0,33%) | 1177(+0,51%) |
| 2021-01-30 | 2021-01-30 | | 126 323(+0,43%) | 1183(+0,51%) |
| 2021-01-31 | 2021-01-31 | | 126 927(+0,48%) | 1189(+0,51%) |
| 2021-02-01 | 2021-02-01 | | 127 346(+0,33%) | 1196(+0,59%) |
| 2021-02-02 | 2021-02-02 | | 127 752(+0,32%) | 1202(+0,5%) |
| 2021-02-03 | 2021-02-03 | | 128 315(+0,44%) | 1209(+0,58%) |
| 2021-02-04 | 2021-02-04 | | 128 775(+0,36%) | 1216(+0,58%) |
| 2021-02-05 | 2021-02-05 | | 129 231(+0,35%) | 1223(+0,58%) |
| 2021-02-06 | 2021-02-06 | | 129 643(+0,32%) | 1228(+0,41%) |
| 2021-02-07 | 2021-02-07 | | 130 116(+0,36%) | 1233(+0,41%) |
| 2021-02-08 | 2021-02-08 | | 130 596(+0,37%) | 1240(+0,57%) |
| 2021-02-09 | 2021-02-09 | | 131 096(+0,38%) | 1247(+0,56%) |
| 2021-02-10 | 2021-02-10 | | 131 476(+0,29%) | 1253(+0,48%) |
| 2021-02-11 | 2021-02-11 | | 131 828(+0,27%) | 1260(+0,56%) |
| Fuente: Gobierno de Venezuela. Notas: - Los casos recuperados entre el 21 y el 25 de marzo son pacientes que no presentaron síntomas durante al menos 5 días, calificados como recuperados en reportes oficiales. - No hubo reporte el 20 de marzo, 23 de octubre y 23 de diciembre. | | | | |

### Inicios
El 13 de marzo de 2020, la vicepresidenta Delcy Rodríguez, confirmó 2 casos de COVID-19 en Venezuela, residenciados en el estado Miranda, tratándose de 2 personas que viajaron a España y otros países, e informó la suspensión de actividades escolares en todos los niveles y modalidades a nivel nacional, a partir del 16 de marzo de 2020.
El presidente de la Asamblea Nacional, Juan Guaidó, anunció la redefinición de las protestas opositoras explicando que la «amenaza de esta pandemia nos obliga a tomar medidas responsables», también solicitó la entrada de la ayuda humanitaria y de la ONU, y explicó que los servicios de salud no están afectados por las sanciones internacionales.
En los días siguientes se anuncian nuevos casos en diversas entidades federales, suspenden algunos vuelos internacionales, se suspenden algunas estaciones de autobús, y a partir del 17 de marzo de 2020, el presidente ordenó la cuarentena total en todo el país.
Durante marzo continuaron aumentando los casos y comienzan a aparecer los primeros casos recuperados. El 26 de marzo, se confirmó el primer deceso por COVID-19 en el estado Aragua.

### Reportes diarios, focos de contagio y restricciones
Durante los meses posteriores al inicio de la pandemia en Venezuela las cifras de infectados continuaban aumentando, de igual forma los casos recuperados. La vicepresidenta Delcy Rodríguez, el ministro Jorge Rodríguez y el presidente Nicolás Maduro anuncian los reportes médicos diarios, la cifra de casos totales, recuperados y fallecidos así como las entidades federales donde se presentaron dichos casos, también anuncian varias medidas restrictivas y de flexibilización de la cuarentena en función de los brotes y picos de contagio, siendo el más conocido esquema «7+7» que consiste en una semana radical y otra semana flexible.
También se dan focos de contagio por todo el país. El 17 de abril se evidenció un pico en la curva de casos. El reporte del gobierno informa sobre un foco de contagio ubicado en el estado Nueva Esparta, específicamente en una escuela de béisbol perteneciente a las Grandes Ligas. Seguidamente, el 19 de abril, se informa que el foco de la Academia neoespartana arrojó otros 21 nuevos casos en el mismo estado. El día 20, 21 nuevos contagios producto del mismo foco en Nueva Esparta. Se reportó un total de 10 decesos para esa fecha.
El 12 de mayo el gobierno anunció que la cuarentena se extendería 30 días más. Para el día siguiente, todos los estados de Venezuela han presentado al menos un caso.
Otro foco surge el 20 de mayo, se informó del mismo, «presumiendo» que el centro de contagio fue el conocido Mercado Las Pulgas de Maracaibo. Se establecen medidas de restricción en la ciudad, solo estarían abiertos los negocios de alimentos y medicamentos en un horario de trabajo reducido, además de restringir el paso vehicular en el puente General Rafael Urdaneta sobre el Lago de Maracaibo.
El 20 de junio de 2020, se informó que el gobierno iniciaría la aplicación de nuevas medidas a partir del 22 de junio de 2020, entre ellas una cuarentena estricta en 9 estados de Venezuela y el Distrito Capital. Entre las nuevas normas están el cierre temporal del Metro de Caracas y el ferrocarril de los Valles del Tuy, además de la restricción del tráfico vehicular en dichas entidades y barreras de contención entre municipios. Para el 30 de junio de 2020, Venezuela registró un total de 5832 casos confirmados y un total de 51 muertes.

A principios de julio Diosdado Cabello, y Omar Prieto, confirman haberse infectado con COVID-19. El estado Zulia se mantiene como la entidad federal con mayor cantidad de contagiados en todo el territorio venezolano. El 10 de julio de 2020, autoridades extienden por un mes más el «estado de alarma» debido a la pandemia, que sumó para ese día 431 nuevos casos para un total de 8803. 

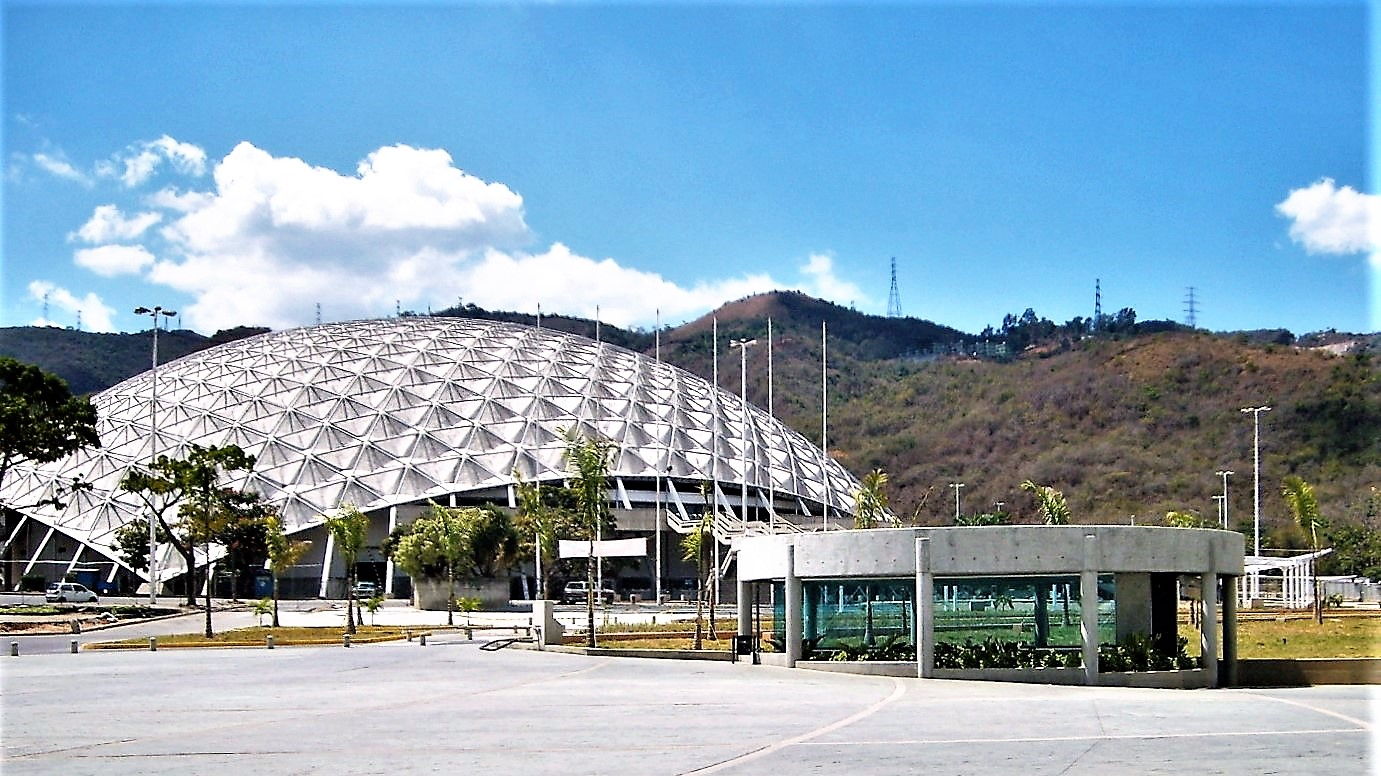
Poliedro de Caracas, recinto habilitado para atender a pacientes asintomáticos de COVID-19

El 14 de julio Venezuela sobrepasa los 10 000 casos confirmados de COVID-19 en el país; debido a dicha situación es colocada en cuarentena radical la ciudad de Caracas y el estado Miranda. Posteriormente, el 15 de julio se llega a la cifra de 100 fallecidos a nivel nacional y se habilita el Poliedro de Caracas para asistir a pacientes asintomáticos.
A mitad de julio, autoridades confirmaron un significativo brote en el canal del estado Venezolana de Televisión, donde dieron positivo 45 trabajadores y el presidente Freddy Ñáñez a la prueba PCR.

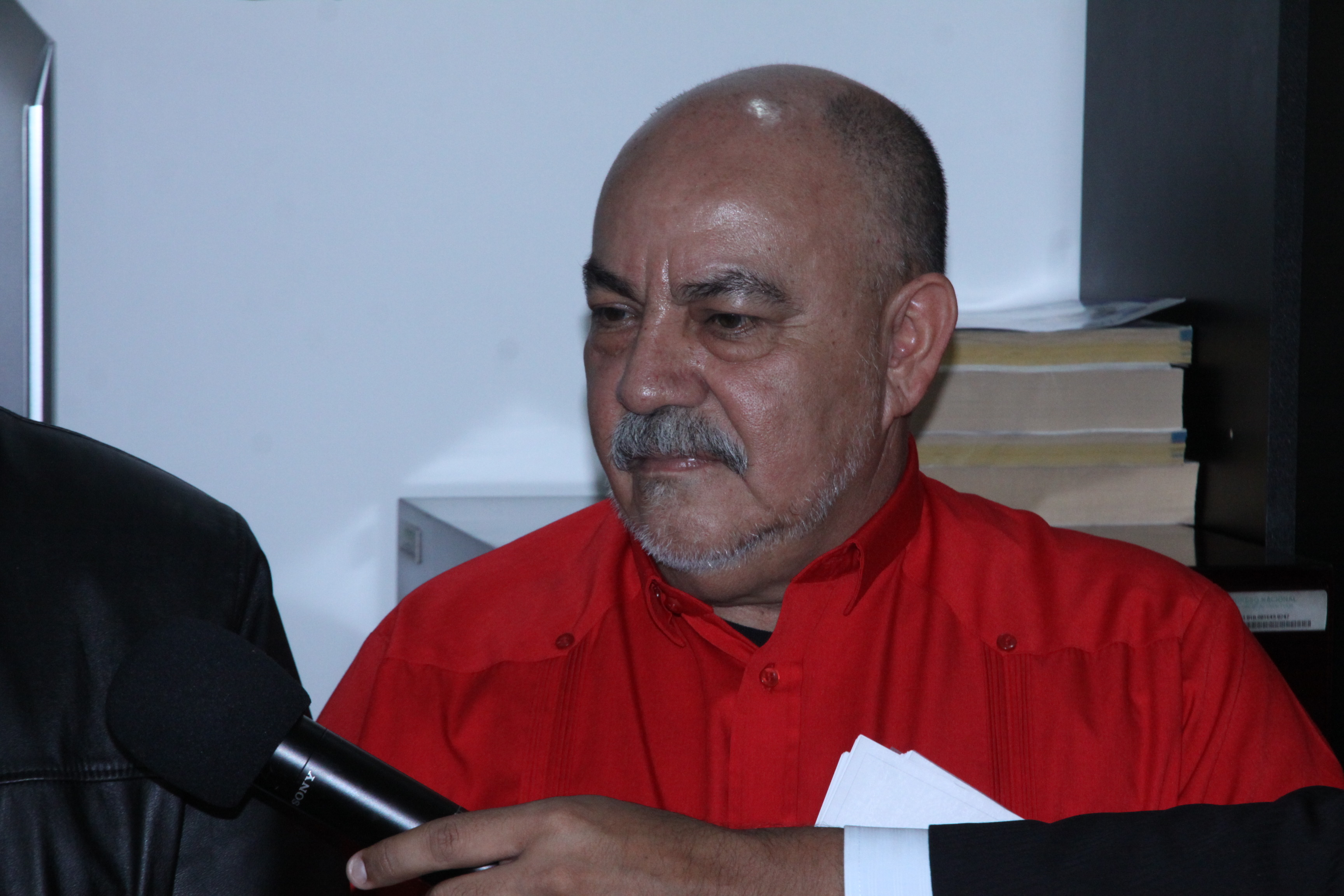
Darío Vivas, primer político en fallecer de COVID-19.

En agosto de 2020, muere el jefe de Gobierno del Distrito Capital, Darío Vivas, debido a la enfermedad, siendo el primer político en perecer.

### Vacunación
A pesar de que se anunció la flexibilización de la cuarentena en Venezuela a partir del 1 de junio, el gobierno declara restricciones radicales ese mismo mes. No obstante para la 3.era semana de agosto de 2020, Nicolás Maduro anuncia una mayor flexibilización de la cuarentena, manteniendo el esquema «7+7», pero levantando el estado de alarma. Este asunto cambiaría al menos que las cifras en casos sigan creciendo exponencialmente, que para el momento acumulaba 24 199 infectados registrados y el deceso de 208 pacientes. Las entidades federales más afectadas en dicha fecha son Distrito Capital, Zulia, Miranda, Apure, Táchira, Bolívar y se anexa Sucre. Aparte, durante esas fechas se registró un incremento de muertes de personal médico, que entre los cuales sumaban 36 médicos muertos y un total de 46 decesos de trabajadores de la salud en Venezuela, debido al COVID-19.
El 14 de septiembre falleció por COVID-19  el representante al Consejo Legislativo del estado Lara y militante del PSUV, Raimundo Vale. Al día siguiente, el 15 de septiembre, también murió por coronavirus Lilibeth Torres, concejal en el municipio Ayacucho, del estado Táchira. El 22 de septiembre la diputada suplente del Consejo Legislativo del estado Táchira, Vilma Vivas, falleció por COVID-19.
A principios de octubre de 2020, llega un lote de 2000 vacunas contra el coronavirus rusas llamadas Sputnik V, para ser experimentada en voluntarios venezolanos mayores de 18 años y así completar la fase 3. Médicos Unidos de Venezuela alertó de que desconocía el protocolo para su aplicación, y rechazó que no se haya comunicado a las sociedades científicas ni a la población sobre la metodología y el protocolo a usar en el país.
El 11 de octubre, Nicolás Maduro informó en cadena nacional que en los siguientes días llegaría la vacuna china, para asistir en la fase 3, con miles de voluntarios. Para el 12 de octubre, se supera una cantidad de 700 fallecidos por la enfermedad.
El 18 de octubre de 2020, se añaden nuevos sectores a la flexibilización, que serían mueblerías, piñaterías, quincallerías, confiterías, joyerías, casas de empeño, floristería, viveros, perfumerías y licorerías, también se añade sectores de actividades recreativas, como posadas y hoteles, playas y balnearios, clubes, parques de diversiones y temáticos, teleféricos, eventos públicos en sitios abiertos, actividades al aire libre, restaurantes, cafeterías y auto cines, se implementó que trabajaría las instituciones del gobierno, tales como el INNT, SAIME, SUNDDE, Sencamer, CANTV y CORPOELEC.
Para el 1 de noviembre de 2020 se superan los 800 fallecidos. Se anunció además que el 15 de noviembre puede arrancar la temporada de la Liga de Béisbol Profesional. Asimismo se anuncia que a partir de noviembre se abren las puertas de los espacios para el culto religioso, en una reunión entre el gobierno nacional y diversas autoridades religiosas del país, se discutieron las diversas medidas de seguridad que se deben tomar para permitir dichos eventos en un ambiente sano, entre las medidas está que dichos lugares no deben superar el 40% del aforo.
El 1 de diciembre el vicepresidente del Consejo Legislativo del estado Zulia y candidato oficialista a la Asamblea Nacional, José Luis Acosta, falleció por  COVID-19, y el 9 de diciembre también falleció la recién electa diputada suplente oficialista a la Asamblea Nacional Patricia Pérez por COVID-19. El exvicepresidente de Venezolana de Televisión (VTV), Néstor González Pacheco, también murió por coronavirus previamente.
Se hizo una flexibilización de la cuarentena durante todo el mes de diciembre de 2020, múltiples locales comerciales pudieron abrir con un horario mucho más extenso, hubo tránsito libre en todo el territorio nacional, manteniendo como única medida sanitaria el uso de la mascarilla, antibacterial y distanciamiento social en espacios públicos y comercios. Para enero de 2021 se reanudó el esquema "7+7" antes mencionado según las flexibilizaciones establecidas en el mes de noviembre.
En febrero de 2021, Nicolás Maduro aseguró que el país había registrado 10 casos de COVID-19 en su variante brasileña, una cepa más contagiosa del virus.
Para marzo, Juan Guaidó y la Asamblea Nacional opositora aprueban 30 millones de dólares para comprar vacunas AstraZeneca. Delcy Rodríguez anunció que no se otorgarían permisos para su uso en el país. Diputados de la Asamblea Nacional de Guaidó condenaron que Maduro rechazara las vacunas.
Para ese mes, al menos tres diputados oficialistas electos a la Asamblea Nacional fallecieron por COVID.
El 3 de abril seis jóvenes militantes de Voluntad Popular y Primero Justicia fueron detenidos por realizar labores de desinfección en el estado Aragua. Fueron excarcelados el 12 de abril.
| Si reinciden, le vamos a hacer un videíto y le vamos a suspender la bolsa de comida y el gas. Si creen que es una medida inconstitucional, vayan al contencioso administrativo, yo les meto desacato a la autoridad y serán puestos a la orden del Ministerio Público. Hay que ser conscientes. —Luis Adrián Duque |

Para el 7 de abril, el alcalde del municipio Sucre, en el estado Yaracuy, Luis Adrián Duque, marcó las casas de varias personas sospechosas de estar contagiadas con COVID-19 en la localidad para reforzar la cuarentena, amenazando con multar a quienes desobedecieran sus disposiciones. La ONG Acceso a la Justicia violaba la constitución y los tratados internacionales de derechos humanos suscritos por Venezuela, incluyendo el derecho a la salud, el derecho a la privacidad y la no discriminación. El Ministerio Público inició una investigación en su contra por su orden de colocar carteles identificativos en las viviendas.

## Medidas del gobierno

### Ejecutivo
El 22 de marzo de 2020, Nicolás Maduro anunció en cadena nacional una serie de medidas económicas para afrontar la pandemia, incluyendo inamovilidad laboral hasta el 31 de diciembre de ese año, la activación del plan especial de pago de nóminas para la pequeña y mediana industria por el sistema Patria durante seis meses, la supresión del pago de alquileres por seis meses, ratificación del plan priorizado de inversión agroalimentario “para garantizar los 7 millones de CLAPs y bonos para los trabajadores informales y el sector privado". También decretó la suspensión por seis meses de los pagos de capital e intereses de los créditos del país, suspensión y moratoria de pagos, la obligatoriedad de direccionar el esfuerzo de la cartera única productiva a alimentos y fármacos y la aprobación de la reestructuración de acceso al crédito.
Debido a la situación migratoria de muchos nacionales en varios países de América, hubo un regreso de 1652 venezolanos para el 5 de abril de 2020 por la frontera de Cúcuta con San Antonio del Táchira y 80 por la frontera de Brasil. Todos los connacionales procedentes de la frontera pasan 15 días aislados y asistidos integralmente por el gobierno nacional, para descartar síntomas de coronavirus. Una semana después Alicia Arango, Ministra del Interior de Colombia, informó que unos 33 000 migrantes venezolanos en Colombia regresaron a su país luego del cierre de la frontera, utilizando un “canal humanitario temporal” dispuesto a ese efecto. Días después la cifra aumentó a más de 52.000 venezolanos que se han devuelto a su país desde Colombia.
El ministerio de educación estableció como plan de contingencia frente a la cuarentena implementada por el gobierno de Nicolás Maduro el programa de televisión venezolano Cada familia una escuela transmitido inicialmente en la señal del canal estatal Venezolana de Televisión (VTV) y posteriormente por Vive TV.
Durante la pandemia se encuentra una crisis de suministro de gasolina, donde se han dispuesto medidas de racionamiento que le dan prioridad al personal médico, militar, y a las empresas de transporte de alimentos.

### Asamblea Nacional
El diputado de la Asamblea Nacional, Alfonso Marquina, presentó 5 propuestas económicas planteadas desde la Comisión de Finanzas, para «proteger» a los venezolanos ante la pandemia:
1. El diferimiento del pago de impuestos nacionales y municipales, para que las empresas puedan cumplir con el pago de nómina de empleados.
2. Subsidios directos o transferencias a los venezolanos equivalentes a 15 dólares, o un millón de bolívares mensuales, mientras se mantiene la cuarentena para el 60% de la población que se encuentra en situación de desempleo o en el sector informal.
3. La exoneración de tasas y aranceles de insumos para materia prima, transporte, alimentos y medicinas para asegurar la producción y la distribución de artículos vitales para la población a la vez que asegura el ingreso de productores.
4. Restablecimiento del crédito y eliminar el encaje legal del 100 % para permitirle a las empresas el acceso a financiamientos a través de la banca, mantener sus operaciones y asegurar los puestos de trabajo.
5. Eliminación de las trabas burocráticas y garantía de combustible a transporte de alimentos, medicinas, para médicos, enfermeras y trabajadores del sector salud del país.

Marquina también insistió en que la administración de Maduro debe permitir la entrada de la ayuda humanitaria para contribuir a lidiar con la situación.
El diputado Jesús Yánez anunció que el gobierno de Taiwán donó 1000 máscaras quirúrgicas como medida para prevenir la pandemia. Las máscaras se distribuyeron en 5 estaciones del Metro de Caracas (Plaza Sucre, Pérez Bonalde, Plaza Venezuela, Chacao y Petare). Yánez destacó que el metro es un medio de transporte utilizado por una gran parte de la población y es un caldo de cultivo para la pandemia debido a la aglomeración de personas en espacios cerrados.

### Medidas conjuntas
Un acuerdo de cooperación entre el gobierno de Maduro y la Asamblea Nacional presidida por Juan Guaidó fue firmado en junio de 2020. El tratado firmado por el ministro de Salud, Carlos Alvarado, y el asesor médico de la Asamblea Nacional, Julio Castro, en conjunto con la Organización Panamericana de la Salud, busca una cooperación para la organización de programas de salud y así combatir la pandemia.
La oposición acusó a la administración de Nicolás Maduro de violar el acuerdo en enero de 2021. El gobierno habría recuperado todo el material y recursos en sedes controladas por su administración, en violación al acuerdo previo.

## Impacto económico

### Gasolina

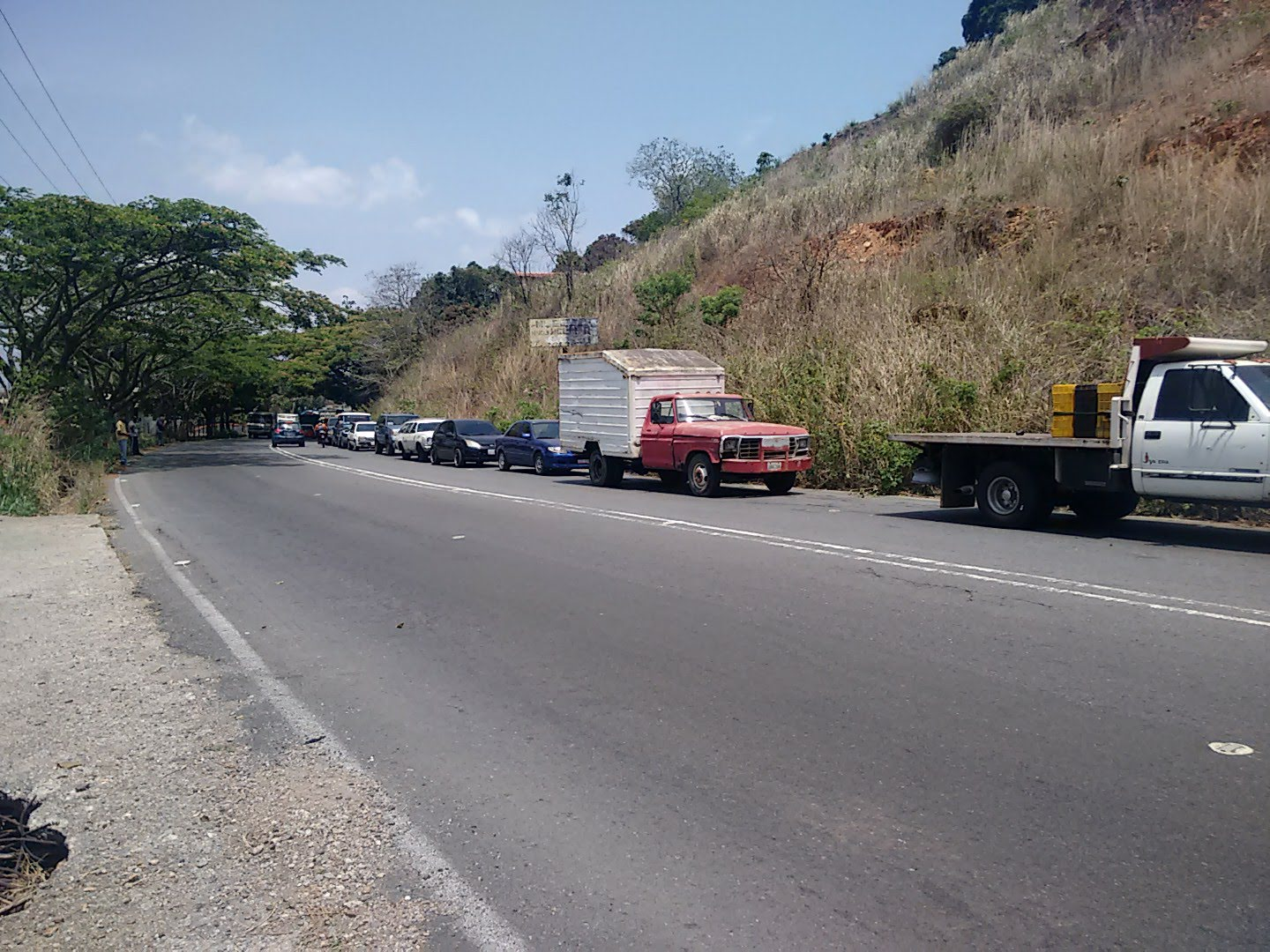
Cola de gasolina en el km. 35 de la Carretera Panamericana del Estado Miranda

Debido a la crisis económica que vive el país, las malas políticas aplicadas al mantener precios muy por debajo de los costos de producción durante unos 15 años, la corrupción del sector petrolero por falta de fuertes sanciones, y los últimos tres años por las sanciones internacionales, la falta de reinversión, modernización y mantenimiento de sus instalaciones, el suministro de gasolina se ha visto mermado en casi todo el país antes y durante la pandemia del COVID-19. El gobierno nacional ha dispuesto un racionamiento estricto en donde solo pueden surtir gasolina el personal médico y militar, empresas de transporte de alimentos o personas que porten un salvoconducto oficial. Se asignó un subsidio directo en el suministro de gasolina al transporte público de personas, transporte de alimentos y medicinas por un periodo de 90 días y un subsidio en el precio del combustible a un precio de Bs. 5000 el litro y otro precio de $ 0,5 dólares o tasa internacional. Diferentes reportes han indicado que el control por parte de la GNB de las estaciones de servicio ha tenido como consecuencia la extorsión generalizada en dólares para surtir gasolina. Luis Vicente León de Datanálisis prevé una escasez aguda de alimentos debido al desabastecimiento de gasolina en el país. A pesar de que el gobierno de Maduro se ha comprometido a que los médicos y otros trabajadores del sector salud recibirían un acceso preferencial en las gasolineras, estos trabajadores hacen filas desde la medianoche sin conseguir llenar sus tanques en varias ocasiones. Varias fuentes indican que el gobierno utiliza la pandemia como excusa para solicitar venta de oro en Londres, préstamos adicionales al FMI y para “enmascarar” la crisis de la gasolina que ya vivía Venezuela antes de la pandemia y la cuarentena. A pesar de la crisis local por gasolina, el gobierno continúa enviando gasolina a Cuba.

## Disputa territorial
La disputa territorial entre Guyana y Venezuela debía ser discutida en la Corte Internacional de Justicia en marzo de 2020, pero fue cancelada temporalmente por la pandemia. Para abril, el gobierno de Guyana reportó casos en el territorio en reclamación.
La primera sesión finalmente se llevó a cabo el 30 de julio de 2020, en la que las autoridades venezolanas no participaron porque desconocen la jurisdicción de la corte sobre el caso. La sesión se llevó a cabo de manera virtual por la pandemia.

## Desinformación difundida por las autoridades
Desde un principio el gobierno de Nicolás Maduro ha venido tergiversando tanto el origen de la enfermedad, las diferentes estadísticas de la enfermedad y desvinculándose de la compra de un buen volumen de vacunas para proteger a la población por remedios caseros y sin el aval de instituciones médicas y farmacéuticas, la verdadera razón es la  crisis económica que tiene el país para invertir en la compra de vacunas por falta de divisas.
En un anuncio nacional del 27 de febrero de 2020, Nicolás Maduro alertaba contra la idea que la enfermedad de COVID-19 sea un "arma de guerra biológica" creada contra China y el resto del mundo.
En redes sociales, Nicolás Maduro ha apoyado el uso de infusiones de hierbas para curar la enfermedad de COVID-19. En marzo, Twitter decidió borrar un mensaje de Maduro que citaba los trabajos de Sirio Quintero, un doctor venezolano que dice haber conseguido un antídoto natural contra la enfermedad. Quintero también publica en sus trabajos que el virus fue creado por los EUA como un arma de guerra biológica. Los trabajos también fueron publicados en Facebook y páginas gubernamentales, que fueron luego compartidos por miles de usuarios. El Instituto Venezolano de Investigaciones Científicas  rechazó los trabajo de Quintero. Agence France-Presse (AFP) y otros medios para la verificación de hechos han catalogado los trabajos de Quintero como falsos y engañosos. Ninguna cura natural ha sido verificada ni aceptada por la OMS.
La administración de Maduro ha autorizado el uso de la cloroquina y del interferón alfa-2b para su uso nacional como tratamientos del COVID-19. Inteferón alfa-2b es un antiviral que ha sido utilizado en pequeña escala en China y que ha sido promocionado por el gobierno de Cuba, catalogado a veces incluso como "vacuna". La eficacia de la cloroquina y del interferón cubano contra COVID-19 no ha sido demostrada por organismos internacionales. La cloroquina es una droga contra el paludismo que puede causar problemas cardíacos si no se utiliza correctamente.
La administración de Maduro atribuye el incremento de casos en estados fronterizos a un "virus colombiano", una cepa del virus que sería más agresiva, pero no han publicado pruebas médicas.
El 25 de enero de 2021, Nicolás Maduro, presentó el medicamento "Carvativir (2-metil-5-(1-metiletil)-fenol recombinado, más conocido como Carvacrol o 2-Metil-5-(1-metiletil) fenol, derivado del tomillo) " asegurando que "neutraliza el COVID-19 en un 100%",supuestamente sin efectos secundarios. También declaró que se tenía planeado producirlo masivamente y distribuirlo en todos los centros de salud públicos y privados de Venezuela. El compuesto está constituido por varios derivados del timol. el cual se extrae de la planta Thymus vulgaris, popularmente conocida como tomillo, y que también puede extraerse del orégano; el mismo 25 de enero, la Academia Nacional de Medicina de Venezuela publicó un artículo donde refiere que el principal agente activo en el "Carvativir" sería el carvacrol. Se presentaba en una solución con gotero, supuestamente su "poslogía" sería: "Diez gotas sublinguales cada cuatro horas".
Rápidamente el medicamento fue cuestionado por especialistas en todo el mundo y dentro de Venezuela, quienes puntualizaban que no existía evidencia de que éste fuera efectivo para el manejo de COVID-19. Habiendo quien lo tachó de "producto milagro".
Según declaraciones del alcalde de San Cristóbal Gustavo Delgado, el 18 de marzo de 2021, el gobierno central presenta cifras de fallecidos de 139, sin embargo solo este municipio ha reportado 849 víctimas desde que comenzó la pandemia en marzo de 2020 por causas de esta enfermedad, sus declaraciones están sustentadas en el Registro Civil, que es el garante de la entrega y almacenamiento de las actas de defunción en San Cristóbal

### Falta de transparencia e inconsistencias
Juan Guaidó considera que los datos del gobierno de Maduro no son confiables. El subsecretario de Estado de Estados Unidos, Jon Piechowski. declaró que “no tenemos razones para creer en ninguna cifra del régimen de Maduro sobre el impacto del COVID-19 en el pueblo venezolano”. La Alta Comisionada de las Naciones Unidas para los Derechos Humanos, Michelle Bachelet, ha criticado el uso de medidas de emergencia como «un arma para aplastar el disentimiento» y la «falta de transparencia» en la cifras proporcionadas por el gobierno de Nicolás Maduro.
La HRW y la Universidad Johns Hopkins hicieron un reporte en mayo e indicaron que Venezuela no está preparada para la pandemia y que muchos hospitales no tienen acceso a agua potable. El director de HRW del continente indicó que las cifras de la administración de Maduro son "absolutamente absurdas". Kathleen Page, médico de la universidad de Johns Hopkins University, involucrada en el reporte dice que profesionales de la salud reportan que "incluso cuando ven casos confirmados de COVID-19, estos no son reportados en los informes epidemiológicos".
Por otro lado, otros expertos consideran que la administración Maduro no podría esconder un alza significativa en las cifras. En mayo el director en Caracas de la Organización Panamericana de la Salud indicaba que si los números fuesen mucho peores que en ese momento, se discutiría en las redes sociales sobre el alza de casos y sobre hospitales desbordados. No obstante, fuentes de la sanidad pública indican que el "ocultismo" realizado por el Ministerio de salud evita conocer la incidencia real. En agosto de 2020, personal sanitario del Hóspital Universitario apuntaban a que la tasa de contagios podría ser "5 u 8 veces mayor a la cifra oficial".
Los reportes provistos por el gobierno bolivariano no son siempre consistentes y presentan incongruencias frecuentemente, que incluyen estados que desaparecen de la lista, números que no suman lo indicado, e inconsistencias con los números publicados por organismos estatales.
Hasta finales de marzo el gobierno realizaba 99 pruebas diarias, una de las tasas más bajas en el mundo. El 13 de abril de 2020, el gobierno anunció que con la ayuda de kits donados por China, se habían realizado 139.282 pruebas en todo el país desde el comienzo de la epidemia, 6377 por millón de habitantes, equivalente a 25 mil pruebas diarias. Un número por millón de habitantes 8 veces mayor que Colombia y 20 veces mayor que Brasil. Según investigaciones independientes de Efecto Cocuyo y de Reuters solo el Instituto Nacional de Higiene está a cargo de las pruebas. En comparación, Colombia cuenta con 40 laboratorios y Chile con 49.
Hasta el 19 de mayo, según data gubernamental se han aplicado 616.562 pruebas diagnósticas de COVID-19. Hasta el 19 de abril, se habían realizado 5.969 pruebas PCR, 198 pruebas PCR por millón de habitantes. Según un reporte de Reuters, el gobierno mantiene un sistema centralizado y no autoriza a clínicas privadas y universidades capacitadas a acceder al tratamiento de pruebas. Hasta el 10 de abril el Hospital Universitario de Caracas solo contaba con 20 kits. Para el 13 de abril, también se indicó un 53% de pacientes recuperados, 8 veces mayor que el número de recuperados en Colombia (7%) y 66% veces más que Brasil.  La tasa de mortalidad hasta la fecha era de 0,3% la más baja del continente americano.
La Academia Venezolana de Ciencias Físicas, Matemáticas y Naturales advirtió el 2 de abril que la curvas epidemiológicas de Venezuela son inusuales: «La curva de acumulación de casos confirmados sugiere un incremento lineal en el número de casos acumulados, un patrón que es atípico para la fase inicial de las epidemias de COVID-19». Médicos de Venezuela alertó a principios de noviembre de 2020 que la curva de casos no está disminuyendo sino que aseguran que se están efectuando menos pruebas.

## Censura y represión
El 13 de marzo, el líder indígena y periodista de Delta Amacuro, Melquiades Ávila, criticó la infraestructura de salud en el país, preguntando públicamente a través de Facebook «¿estará nuestro hospital listo para el coronavirus?» y bromeó con la afirmación de Maduro sobre que 46 hospitales estaban preparados para el COVID-19. La gobernadora de Delta Amacuro y miembro del Partido Socialista Unido de Venezuela, Lizeta Hernández, envió a efectivos de la Fuerza Armada Nacional Bolivariana a detener a Ávila. Cuando Reuters le preguntó el por qué, ella dijo que era para «orientar» a Ávila y asegurarse de que estaba siendo «serio y responsable». En la misma línea, Diosdado Cabello ordenó perseguir a científicos que alertaron sobre el impacto del COVID-19 en Venezuela.
El 14 de marzo, un diputado de la oposición, Tony Geara, fue arrestado después de declarar en una protesta que no había agua potable en uno de los hospitales que habían sido enumerados como preparados para enfrentar la pandemia por el gobierno bolivariano. Un tribunal acusó a Geara de posesión ilegal de explosivos y armas. Geara negó los cargos. Según 12 trabajadores médicos entrevistados por Reuters, las fuerzas de seguridad utilizan alcabalas de carretera y puestos de control para chantajear al personal médico.
El 15 de marzo, Julio Molinos, un líder sindical médico y técnico retirado, publicó un video pidiendo al gobierno que fuera transparente sobre las condiciones de los hospitales públicos. La Fuerza de Acciones Especiales arrestó a Molinos, quien fue sentenciado a arresto domiciliario por acusaciones de complicidad e incitación al odio.

### Bloqueos de sitios web
A partir del 13 de marzo que fue anunciado el decreto de Estado de Alarma en Venezuela como consecuencia de la emergencia de salud generada por la pandemia de COVID-19, fue reportado un considerable aumento en las restricciones de acceso a Internet por la precariedad en los servicios y los apagones diarios que ocurren en todas las regiones, así como los bloqueos y ataques a las plataformas de medios de comunicación y a los trabajadores de la prensa. La Asamblea Nacional lanzó una página web para proporcionar información y recomendaciones de salud sobre el COVID-19, pero el acceso a esa web fue bloqueado por CANTV, el proveedor estatal de Internet. La censura fue denunciada por Juan Guaidó. Estos mismos bloqueos a este sitio web también fueron registrados y documentados por los observatorios de internet Netblocks y VE sin Filtro.

### Detención de Darvinson Rojas
En la noche del 21 de marzo de 2020, el periodista Darvinson Rojas fue arrestado en su casa por funcionarios de la Policía Nacional Bolivariana y alrededor de 15 miembros del personal armado del FAES. Según el Sindicato Nacional de Trabajadores de la Prensa, el arresto estuvo relacionado con la cobertura de Rojas con sus publicaciones en Twitter sobre la situación del COVID-19 en Venezuela.
El Comité para la Protección de los Periodistas (CPJ) pidió la liberación inmediata de Rojas. Nathalie Southwick, coordinadora del CPJ, declaró que «detener violentamente a un periodista e interrogarlo sobre sus fuentes es un problema vital de salud pública como el brote del COVID-19, tiene un efecto de inducir miedo que solo desanimará a otros periodistas a informar sobre la pandemia». Amnistía Internacional exigió la liberación inmediata e incondicional de Rojas. El 24 de marzo, el SNTP denunció que Rojas fue presentado en los tribunales de forma «ilegal» y «clandestina». Después de 12 días de prisión, Rojas fue puesto en libertad el 3 de abril de 2020 bajo medidas cautelares.

### Academia de Ciencias Físicas, Matemáticas y Naturales
La Academia de Ciencias Físicas, Matemáticas y Naturales de Venezuela publicó un estimado sobre los casos de COVID-19 en mayo de 2020. El informe pronostica una cifra de infectados que alcanzaría un pico de 4 mil casos diarios en junio de 2020. El reporte también desestima que el número de muertes hasta la fecha es inconsistente con respecto a lo que se conoce de la epidemia. La Academia concluye que hay que incrementar el número de pruebas PCR y que es poco probable que se logre aplanar la curva epidemiológica pronto.
Diosdado Cabello, vicepresidente del Partido Socialista Unido de Venezuela (PSUV), juzgó en su programa de televisión Con el mazo dando, a la Academia por «generar terror» y llamó a las fuerzas del orden a investigar a los científicos. La Academia respondió lo siguiente: «Nos preocupa como científicos que se nos persiga y señale por un informe técnico cuyo objetivo es el de contribuir al mejor manejo de esta pandemia». La directora de la academia explicó también que el informe había sido enviado al Ministerio de Ciencia y Tecnología y a la Asamblea Nacional antes de ser publicado, pero no recibieron respuesta.
La Asamblea Nacional defendió a la Academia, ya que «Aportar los conocimientos científicos de forma desinteresada en pro del bienestar de nuestro pueblo que sufre la peor crisis de nuestra historia, es un acto heroico que merece ser reconocido por todos lo venezolanos». Tras varias semanas, efectivamente se cumplió el pronóstico dado por dicha academia, donde Venezuela presentó para julio y agosto casos diarios de coronavirus entre 500 a 1000.

### Detención de Milagros Mata Gil
El 31 de marzo de 2021, la escritora y miembro de la Academia Venezolana de la Lengua Española, Milagros Mata Gil, y el poeta Juan Manuel Muñoz, conocido como Moriche, fueron detenidos por una comisión de las Fuerzas de Acciones Especiales (FAES), presuntamente por la publicación del texto titulado "Fiesta Mortal", referido a una boda a la cual habría asistido Tarek William Saab, a pesar de las restricciones por la pandemia de coronavirus. La escritora denunció en Twitter que serían detenidos hasta el día siguiente y que serían presentados en tribunales por el cargo de "incitación al odio". El abogado Gonzalo Himiob, del Foro Penal, declaró que tanto Mata como Muñoz no pueden ser recluidos en ningún centro penitenciario por su edad, y que en cualquier caso estarían sujetos a medidas cautelares o arresto domiciliario.

Número de casos (azul) y número de fallecidos (rojo) en una escala logarítmica.

## Estadísticas

### Casos por entidades federales
Distribución de casos por entidad federal afectada por la pandemia para el 4 de febrero de 2022, según datos del gobierno:
| Entidad federal | Casos totales |
| --- | ------------- |
| Amazonas | 3065          |
| Anzoátegui | 14510         |
| Apure | 13826         |
| Aragua | 20401         |
| Barinas | 11609         |
| Bolívar | 16554         |
| Carabobo | 23118         |
| Cojedes | 7851          |
| Delta Amacuro | 2863          |
| Dependencias Federales | 235           |
| Distrito Capital | 80180         |
| Falcón | 13378         |
| Guárico | 4009          |
| La Guaira | 28831         |
| Lara | 24388         |
| Mérida | 17578         |
| Miranda | 68533         |
| Monagas | 12464         |
| Nueva Esparta | 18893         |
| Portuguesa | 5758          |
| Sucre | 11632         |
| Táchira | 14757         |
| Trujillo | 6856          |
| Yaracuy | 36909         |
| Zulia | 34481         |
| Total | 492678        |
| Muertes | 5474          |
| Fuente: Gobierno de Venezuela. Notas: Guayana Esequiba: en abril de 2020, el gobierno de Guyana confirmó sus primeros casos de COVID-19 en Barima-Waini, parte del Esequibo y territorio en disputa con Guyana. Días más tarde ascendió a 12 los infectados, distribuidos en otras regiones de dicha zona en reclamación. Para el 18 de julio de 2021, la Guayana Esequiba tiene 5359 casos confirmados. El número de infectados en la zona en reclamación no están incluidos en las estadísticas del gobierno venezolano, aunque si aparece la región en el mapa nacional de reporte. |               |

## Estimaciones no gubernamentales

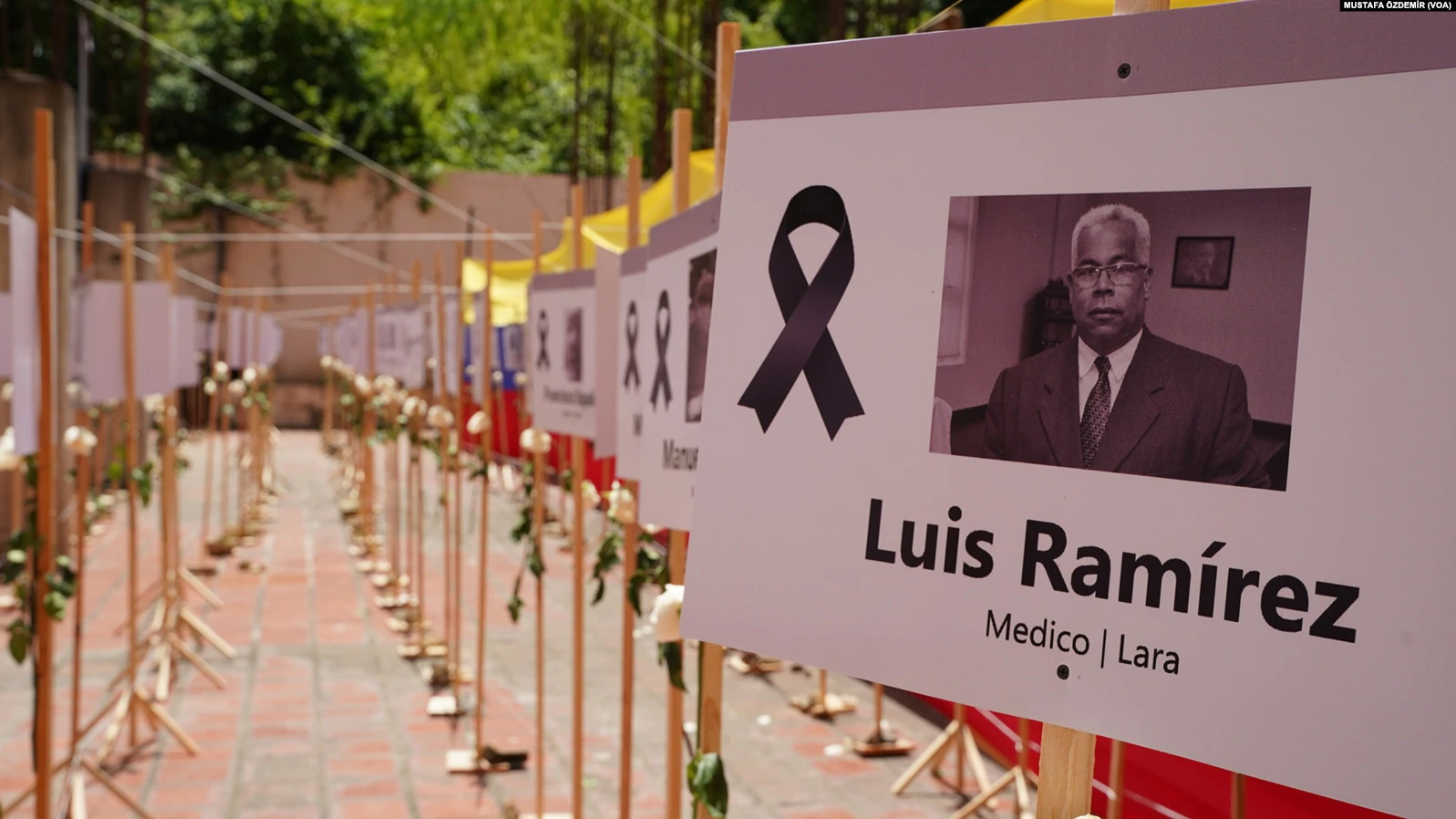
Fallecidos.

El 18 de marzo, cuatro casos fueron denunciados extraoficialmente en El Helicoide, tres mujeres y un oficial de la brigada motorizada de la Policía Nacional. El 19 de marzo, una persona autoidentificada como miembro del colectivo Tupamaro en la parroquia 23 de Enero de Caracas declaró a su comunidad con un megáfono que se confirmó un caso, específicamente en el Bloque 39, pidiendo a sus vecinos que se quedaran en casa para evitar la infección.
El periódico El Nacional, informó un total de 65 casos para el 20 de marzo, según fuentes no reveladas del Ministerio del Poder Popular para la Salud (MPPS). Ese día, el ministerio no informó ningún número oficial, la cifra se actualizó oficialmente al día siguiente, pasando de 42 a 70. Del mismo modo, antes del informe oficial del 23 de marzo, El Nacional notificó 84 casos según una fuente no revelada del MPPS.
Juan Guaidó ha cuestionado la veracidad del número oficial de casos, afirmando que hay inconsistencias en las estimaciones dadas. En una entrevista con El Nuevo Herald el 22 de marzo, Guaidó declaró que el número de casos confirmados en Venezuela podrían ser más de doscientos, según estimaciones de la oposición, en contra de los 70 casos que la administración de Maduro reconoció en ese momento. El Nuevo Herald informó que fuentes internas confirmaron extraoficialmente esa estimación, que según dichas fuentes hubo 181 casos confirmados en la mañana del 21 de marzo y un total de 298 en observación. En mayo, la Academia Venezolana de Ciencias Físicas, Matemáticas y Naturales estimó que epidemia podría alcanzar un número de mil a cuatro mil casos diarios, aún bajo cuarentena. Para el 12 de noviembre de 2020 Médicos Unidos de Venezuela había contabilizado 254 miembros del personal de salud fallecidos.